# Sascha Heyna

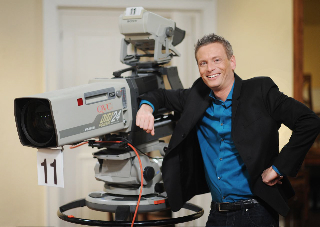
Sascha Heyna

Sascha Heyna (* 11. Juni 1975 in Roth) ist ein deutscher Journalist, Moderator und Sänger.

## Karriere
Sascha Heyna machte eine Ausbildung zum Hörfunk- und TV-Journalisten. Im Anschluss folgten Praktika (1994 bei Radio Lindau in Lindau und der Nachrichtenagentur GENN..fm in Augsburg) sowie Volontariate bei diversen Radio- und Fernsehstationen. Im Mai 1995 begann er als freier Mitarbeiter beim Regionalsender Radio 7 melody in Biberach. 1996 folgten ein Volontariat und die Moderation der sonntäglichen Talkshow Wunderfitz sowie der Morgensendung Heyna am Morgen. Im Juli 1998 folgte ein Volontariat beim regionalen Fernsehsender B.TV Baden-Württemberg in Ludwigsburg. Dort war er Mitglied der Nachrichtenredaktion und moderierte außerdem die Sendungen B-TV Wetter und B-TV Talk. Im April 1999 wurde er für seine Reportage über den französischen Magier Dani Lary mit dem Landesmedienpreis Baden-Württemberg ausgezeichnet.
Einen Monat später arbeitete er als freier Producer im Medienbüro Liersch in Paris für die RTL-Journalistin Antonia Rados und berichtete von dort für die deutschen Fernsehsender Das Erste (Morgenmagazin), ZDF (Leute heute), Sat.1 (News, Blitz) und RTL (Exklusiv, Punkt 12) sowie das britische Programm von Channel 4. Zu seinen Interviewpartnern gehörten Karl Lagerfeld, Madonna, Cindy Crawford und David Bowie.
Im Jahr 2000 arbeitete Heyna zunächst als Redakteur bei Schwartzkopff TV-Productions in Hamburg und später als Redakteur der täglichen ProSieben-Talkshow Andreas Türck. 2001 folgte eine kurze Station bei der Nachrichtenagentur First News in Augsburg.
Von Juni 2001 bis Juli 2020 gehörte er zum Moderatorenteam des Fernsehshoppingsenders QVC in Düsseldorf, wo er Livesendungen moderierte.
Am 4. August 2020 hat der TV-Sender Sat.1 Sascha Heyna als einen von insgesamt 18 Mitbewohnern der achten Staffel von Promi Big Brother bestätigt. Die Sendung 2020 startete offiziell am 7. August 2020.
Sascha Heyna lebt in Köln. Während der achten Staffel von Promi Big Brother im Jahr 2020 outete sich Heyna als homosexuell.
Seit August 2021 ist er als Moderator bei Channel 21 zu sehen.

## Musik
Auf Anraten der Sängerin und Schauspielerin Isabel Varell veröffentlichte er im Oktober 2008 sein erstes Album Himmelszelt mit einer Mischung aus Pop und Schlager. Nach der anschließenden „Himmelszelt“-Tour veröffentlichte er im Oktober 2009 das zweite Album mit dem Titel Los jetzt!, auf dem unter anderen der Titel Keine Macht der Welt, ein Duett mit der Sängerin Joy Fleming, zu hören ist.
Im Dezember 2011 folgte das dritte Album mit dem Titel Saschas Starparade, auf dem neben Heynas eigener Single Und ich glaub an Wunder weitere Künstler wie Helene Fischer, Jürgen Drews, Wolfgang Petry und andere mit Weihnachtsliedern vertreten sind.
Vom 26. November 2013 bis zum 19. Januar 2014 spielte Heyna zusammen mit Wolkenfrei im Vorprogramm während der Fantasy-Tour Endstation Sehnsucht Tour. Die Tour führte durch 16 deutsche Städte sowie einmal nach Österreich. Während der Tour besuchten etwa 15.000 Zuschauer die Konzerte.

## Diskografie
Alben
- 2008: Himmelszelt
- 2009: Los jetzt!
- 2011: Saschas Starparade
- 2012: Klingelingeling
- 2013: Hände zum Himmel
- 2015: Hunderttausend Engel
- 2017: Paradies

Singles
- 2011: Und ich glaub an Wunder
- 2016: Flieger in den Süden
- 2017: Wenn du kein Grund zum Küssen bist

## Auszeichnungen
- smago! Award
  - 2016: für “Danke” Award
  - 2017: für „Erfolgreichste Schlager-Tournee 2016/2017“ (Die große Schlager-Hitparade 2016/2017)